# Mérigon
Mérigon ist eine französische Gemeinde mit 113 Einwohnern (Stand 1. Januar 2022) im Département Ariège in der Region Okzitanien. Sie gehört zum Kanton Portes du Couserans und zum Arrondissement Saint-Girons. 
Sie grenzt im Norden an Sainte-Croix-Volvestre, im Nordosten an Montbrun-Bocage, im Südosten an Mauvezin-de-Sainte-Croix, im Süden an Contrazy (Berührungspunkt), im Südwesten an Montardit und im Westen an Lasserre.

## Bevölkerungsentwicklung
| Jahr      | 1962 | 1968 | 1975 | 1982 | 1990 | 1999 | 2008 | 2015 |
| --------- | ---- | ---- | ---- | ---- | ---- | ---- | ---- | ---- |
| Einwohner | 142  | 131  | 105  | 97   | 98   | 103  | 124  | 113  |